# اربیوم
اربیوم (Erbium) از عنصرهای شیمیایی جدول تناوبی در دسته لانتانیدها است. نشانه کوتاه آن Er و عدد اتمی آن ۶۸ است. اربیم خالص، فلز جامد نقره‌ای است. اربیم طبیعی همواره در ترکیب با سایر عناصر مشاهده می‌شود. این عنصر، جزء عنصرهای خاکی کمیاب است که برای اولین بار همراه با چند عنصر دیگر در کانی گادولینیت در منطقه ایتربی سوئد، یافت شده‌است.
یون اربیم به دلیل داشتن ویژگی‌های فلورسنت در برخی کاربردهای لیزری به کار می‌رود. شیشه‌ها یا بلورهای اربیم‌دار را می‌توان در تقویت‌کننده‌های نوری به کار برد. یون اربیم، نوری با طول موج ۱۵۳۰ نانومتر تابش می‌کند. طول موج ۱۵۵۰ نانومتر در مخابرات نوری اهمیت خاصی دارد؛ زیرا در این طول موج، کمترین افت در فیبرهای نوری استاندارد یک‌حالته ایجاد می‌شود.

## تاریخچه
اربیم در ۱۸۴۱ توسط کارل موساندر کشف شد. موساندر ایتریا را از کانی گادولینیت جدا و به سه بخش تقسیم نمود که نام این بخش‌ها را اربیا، تربیا و ایتریا نهاد. او عنصر جدید را از روی نام روستای ایتربی که کانی از آنجا گرفته شده‌بود، نام‌گذاری کرد. البته موساندر و سایر شیمی‌دانان تا مدت زیادی نتوانستند اربیم خالص را به دست آورند. در ۱۹۳۴، کلم و بومر با کاهش کلرید اربیم بدون آب با بخار پتاسیم، موفق به تولید اربیم خالص شدند.

## ویژگی‌ها

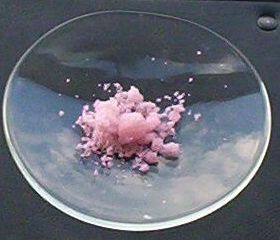
اربیم کلرید در نور خورشید، فلورسنت بنفش را منتشر می‌کند

### ویژگی‌های فیزیکی
اربیم، عنصری سه ظرفیتی است. شکل خالص آن، فلزی نرم و در عین حال، در مجاورت هوا پایدار است و برخلاف بعضی عناصر خاکی کمیاب دیگر، به سرعت اکسید نمی‌شود. نمک‌های اربیم به رنگ صورتی هستند و خطوط طیف جذبی آن در محدوده نور مرئی، فرابنفش و نزدیک فروسرخ قرار دارند. اربیم هیچ نقش زیست‌شناختی شناخته شده‌ای ندارد، ولی ممکن است بر سوخت و ساز بدن تأثیر بگذارد.
اربیم در دمای پایین‌تر از ۱۹ کلوین فرومغناطیس، بین ۱۹ و ۸۰ کلوین پادفرومغناطیس و در دمای بالاتر از ۸۰ کلوین پارامغناطیس است.

### ویژگی‌های شیمیایی
اربیم در مجاورت هوا به آهستگی کدر می‌شود و به اربیم اکسید تبدیل می‌شود:
4 Er + 3 O2 → 2 Er2O3
هم‌چنین با آب سرد به آهستگی و با آب گرم به سرعت واکنش می‌دهد و اربیم هیدروکسید، ساخته می‌شود:
2 Er (s) + 6 H2O (l) → 2 Er(OH)3 (aq) + 3 H2 (g)
اربیم فلزی می‌تواند با همه هالوژن‌ها واکنش انجام دهد که فلوئورید آن، صورتی‌رنگ و ترکیب آن با سایر هالوژن‌ها بنفش است:
2 Er (s) + 3 M2 (g) → 2 ErM3 (s)
M می‌تواند کلر، برم یا ید باشد.

### ایزوتوپ‌ها
اربیم طبیعی، شش ایزوتوپ پایدار دارد که اربیم-۱۶۶، فراوان‌ترین ایزوتوپ آن (با فراوانی نسبی ۳۳٫۵٪) است. تاکنون ۲۹ ایزوتوپ پرتوزای آن شناخته شده‌اند که پایدارترین آنها، اربیم-۱۶۹ با نیم‌عمر ۹٫۴ روز و اربیم-۱۷۲ با نیم‌عمر ۴۹٫۳ ساعت می‌باشند. عدد جرمی ایزوتوپ‌های اربیم در بازه ۱۴۳ و ۱۷۷ است. فراوان‌ترین شکل واپاشی در ایزوتوپ‌های سبک‌تر از اربیم-۱۶۶، جذب الکترون و در ایزوتوپ‌های سنگین‌تر، واپاشی بتا است. بنا بر این، محصول واپاشی در ایزوتوپ‌های سبک‌تر، هولمیم (با عدد اتمی ۶۷) و در ایزوتوپ‌های سنگین‌تر، تولیم (با عدد اتمی ۶۹) است.

## فراوانی

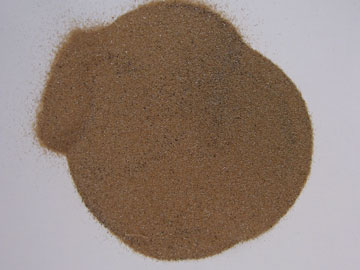
ماسه مونازیت

غلظت اربیم در پوسته زمین حدود ۲٫۸ میلی‌گرم بر کیلوگرم و در آب دریا ۰٫۹ نانوگرم بر لیتر است. به این ترتیب، اربیم در جایگاه حدود ۴۵ از نظر فراوانی در پوسته زمین قرار دارد. اربیم به صورت طبیعی یافت نمی‌شود، ولی همراه با سایر عنصرهای خاکی کمیاب در ماسه مونازیت وجود دارد. تا مدت‌ها استخراج اربیم و جداسازی آن از سایر عناصر خاکی کمیاب، به سادگی امکان‌پذیر نبود؛ ولی پس از توسعه روش‌های فراوری تبادل یونی در اواخر سده بیستم میلادی، هزینه استخراج و تهیه همه عناصر خاکی کمیاب و ترکیب‌های شیمیایی آن‌ها بسیار کاهش یافته‌است.
اقتصادی‌ترین منبع‌های اربیم، کانی‌های گزنوتیم و اگزنیت (عمدتاً در نروژ) و رس‌های جاذب یون در جنوب چین هستند. در حال حاضر، چین عمده‌ترین تولیدکننده اربیم است. در کانی‌هایی که غلظت ایتریم زیاد است، حدود ۴–۵٪ اربیا وجود دارد. پس از حل شدن در اسید، یون‌های اربیم به حد کافی موجود هستند که رنگ صورتی به محلول دهند.

## تولید
کانی استخراج شده با هیدروکلریک اسید یا سولفوریک اسید واکنش داده می‌شود تا اکسید نامحلول آن به کلرید یا سولفات محلول تبدیل شود. سپس خاصیت اسیدی با سدیم هیدروکسید تا حدودی کاهش می‌یابد. به این ترتیب، توریم به صورت هیدروکسید از محلول خارج می‌شود. پس از افزوده شدن آمونیوم اگزالات به محلول، عناصر خاکی کمیاب به اگزالات نامحلول تبدیل می‌شوند. اگزالات‌ها با بازپخت، به اکسید تبدیل می‌شوند. اکسیدها در نیتریک اسید حل می‌شوند و سریم که یکی از اجزای عمده است، به دلیل نامحلول بودن اکسید آن در نیتریک اسید، جدا می‌شود. محلول با منیزیم نیترات ترکیب می‌شود تا نمک مضاعف عناصر خاکی کمیاب ایجاد شود. سپس نمک‌ها با تبادل یونی از هم جدا می‌شوند. در نهایت، فلز اربیم از گرما دادن اکسید یا نمک آن با کلسیم در دمای ۱۴۵۰ درجه سلسیوس در مجاورت آرگون (گاز خنثی) تهیه می‌شود.

## کاربرد
- در فناوری هسته‌ای در میله‌های کنترل جذب نوترون به کار می‌رود.[۱۱]
- کاهش سختی و افزایش کارپذیری وانادیم هنگامی که با آن آلیاژ تشکیل دهد.[۱۲]
- اربیم اکسید که صورتی‌رنگ است، گاهی برای رنگ‌دهی به شیشه یا چینی به کار برده می‌شود. این شیشه‌ها معمولاً در ساخت عینک و جواهرات ارزان مورد استفاده قرار می‌گیرند.[۱۲]
- نوعی فیبر نوری محتوی اربیم در تقویت‌کننده‌های نوری اربیم‌دار به صورت فراوان در مخابرات نوری به کار می‌رود.[۱۳]
- نوعی از آلیاژ اربیم-نیکل (Er3Ni) به‌طور غیرمعمولی در دمای محدوده هلیم مایع، دارای ظرفیت گرمایی ویژه بالایی است و در نوعی سردکننده به کار می‌رود.[۱۴]